# São Jacinto
São Jacinto is een plaats (freguesia) in de Portugese gemeente Aveiro en telt 1 016 inwoners (2001).